# 港区 (港湾法)
港区（こうく）とは、港湾法第39条により、港湾管理者が臨港地区内において指定することができる分区のこと。

## 解説
港湾法第39条では、港湾管理者（港務局がある港湾の場合、港務局を組織する地方公共団体）が臨港地区において、目的に応じた分区を設定することができるとされ、その分区を指して港区と称する。
こうした措置を取る理由としては、分区ごとに構築物の用途を規制し、無秩序な土地利用の回避と計画的な土地利用を推進し、更に民間事業者を含めた港湾活動の活性化を図るためとされている。
「港湾法の一部を改正する法律」（平成29年法律第55号・2017年6月9日公布・同年7月8日施行）によって港湾法第39条に「クルーズ港区」が追加されて、10種類の港区となった。
港湾法第40条において、港湾管理者である地方公共団体は目的に応じた構築物の規制を条例に基づいて行うことが認められ、条例違反者には30万円以下の罰金規定を設けることが出来る。ただし、港務局がある港湾の場合、地方公共団体は港湾局が作成した原案を尊重して条例を制定することが求められている。
1. 商港区 - 旅客又は一般の貨物を取り扱わせることを目的とする区域[5]。具体的には上屋、倉庫、旅客用施設、駐車場、各種事業者（海上運送事業・港湾運送事業・倉庫業・道路運送事業・貨物運送取扱事業・貿易関連事業など）の事務所、港湾の旅客や各種事業者の利便の用に供する銀行の支店、保険業の店舗、荷捌き施設や保管施設に付属する卸売展示施設や流通加工施設などが挙げられる。その反面、危険物置場、貯油使節、セメントサイロなどは許容の範囲外と考えられている[6]。
2. 特殊物質港区 - 石炭、鉱石その他大量ばら積みを通例とする取り扱わせることを目的とする区域[5]。具体的にはばら積をするためのサイロ、貯炭場、貯木場、野積場、各種事業者の事業所などが挙げられる。その反面、上屋や食料用サイロは許容の範囲外と考えられている[6]。
3. 工業港区 - 工場その他工業用施設を設置させることを目的とする区域[5]。具体的には海上輸送や港湾輸送に依存する製造事業やその関連事業を行う工場、これらの事業に供する情報処理施設や電気通信施設、更にそれらの施設に付属する研究施設などの附帯施設が挙げられる[6]。
4. 鉄道連絡港区 - 鉄道と鉄道連絡船との連絡を行わせることを目的とする区域[5]。具体的には鉄道連絡船の繋留やその他関連業務を行うための施設・建物が挙げられる[6]。
5. 漁港区 - 水産物を取り扱わせ、又は漁船の出漁の準備を行わせることを目的とする区域[5]。具体的には漁船のための繋留・給油・給水・造船・修理などの各種施設や水産物の加工施設や冷凍倉庫・冷蔵倉庫、水産物の保管に供する製氷施設や冷凍工場、漁具の保管・補修施設、漁業従事者の休泊所・診療所などの福利厚生施設、漁業会社や漁業組合の事務所および関連施設が挙げられる。ただし、漁港漁場整備法によって「漁港」に指定されている区域は港湾法の適用対象外となる[6]。
6. バンカー港区 - 船舶用燃料の貯蔵及び補給を行わせることを目的とする区域[5]。具体的には船舶用の貯炭場・貯油施設などの燃料保管施設、燃料供給業者の事務所などが挙げられる[6]。
7. 保安港区 - 爆発物その他の危険物を取り扱わせることを目的とする区域[5]。具体的には危険物を扱う置場や倉庫、石油やLNGなどの貯蓄施設、消火施設などの危険防止設備、これらを取扱う業者の事務所などが挙げられる[6]。
8. マリーナ港区 - スポーツ又はレクリエーションの用に供するヨット、モーターボートその他の船舶の利便に供することを目的とする区域[5]。具体的にはこうした船舶のための用具倉庫や船舶上架施設、利用者のための集会所やクラブ事務所、これらに関係した福利厚生施設が挙げられる[6]。
9. クルーズ港区 - 専ら観光旅客の利便に供することを目的とする区域[2][3]。2017年に国際旅客船拠点形成港湾及び同港湾における官民連携国際旅客船受入促進協定制度が導入されたことにより設置された。
10. 修景厚生港区 - その景観を整備するとともに、港湾関係者の厚生の増進を図ることを目的とする区域[5]。具体的には港湾や海事に関する理解を深めるための図書館や博物館、展示施設、展望施設などや港湾関係者のためのスポーツ・レクリエーション施設などの福利厚生施設などが挙げられる[6]。